# Victoria Hall
Il Victoria Hall è una sala da concerto di Ginevra in Svizzera. Fu costruito tra il 1891 ed il 1894 dall'architetto John Camoletti e finanziato dal console britannico, Daniel Fitzgerald Packenham Barton, che lo dedicò alla regina Vittoria e lo donò alla città di Ginevra. La sala è utilizzata principalmente per spettacoli di musica classica.